# Weilerau (Gnotzheim)
Weilerau ist ein Gemeindeteil des Marktes Gnotzheim im Landkreis Weißenburg-Gunzenhausen (Mittelfranken, Bayern). Weilerau liegt in der Gemarkung Gnotzheim.

## Lage
Der Weiler befindet sich zwischen Gnotzheim und Nordstetten. In der Nähe verläuft die Gemeindegrenze zur Stadt Gunzenhausen. Durch Weilerau führt die Kreisstraße WUG 25.

## Ortsnamendeutung
Der Ortsnamenforscher Robert Schuh deutet den Namen als „(Weiler) zu der Aue“, wobei er darauf hinweist, dass das Wort „Weiler“ erst in der zweiten Hälfte des 17. Jahrhunderts zum Wort „Auw/Aue“ trat.

## Geschichte
Nahe Weilerau befinden sich mehrere Siedlungsspuren aus vor- und frühgeschichtlicher Zeit, wie mehrere Grabhügel und eine Villa Rustica.

In einem im 17. Jahrhundert kopierten Beleg aus der Zeit von 1300 bis 1364 erscheint der Weiler erstmals urkundlich. Dort heißt es, dass die Herrschaft von Wald vom Bischof von Eichstätt zwei Teile des Zehnts „in der Aw p(ro)pe [= nahe] Spilberg“ zu Lehen hatte. Zwei Drittel des Zehnts hatte gegen Ende des 14. Jahrhunderts Hans Walder zu Gunzenhausen vom Eichstätter Bischof zu Lehen. Als 1436 Graf Ludwig von Oettingen Schloss Spielberg auf Wiederlösung an Haupt von Pappenheim verkaufte, waren unter den Zugehörungen des Schlosses acht Huben, ein Holz, ein Garten und etliche Feldstücke „zu der Aw“; die Wiederlösung erfolgte 1493. Zwei Drittel des großen und kleinen Zehnts waren 1479 als eichstättisches Lehen im Besitz von Sigmund Kawtsch. 1496 verkaufte gemäß dem ältesten Gunzenhäuser Stadtbuch Margarethe Samenhaimerin, Witwe von Cuntz Samenhaimer, ihren Zehnt „zu der Auh bei Gnotzheim“ an ihren Schwiegersohn Hanns Scheuffelein zu Nördlingen. Im frühen 16. Jahrhundert besaß Gilg von Muhr zwei Drittel des eichstättischen Zehntlehens, den er von Sigmund Kautsch erworben hatte; das restliche Drittel gehörte der Pfarrei Gnotzheim. Nach einem Beleg von 1544 hatte auch das Kloster Heidenheim Besitz zu „Aw“; für ein Feldlehen erhielt es Abgaben. Vier Jahre später war der oettingen'sche Besitz auf acht Huben angewachsen, die dem Amt Spielberg zinsten. 1556 wechselten die zwei Drittel des eichstättischen Lehenzehnts wieder einmal die Besitzer; sie gingen auf Wolf Christoph und Hans von Heßberg über. Für 1595 ist als deren Besitzer Christoph Philipp von Heßberg nachweisbar. Daneben unterstanden 1608 zwei Untertanen zu „Aw bey Gnotzheim“ dem markgräflichen Klosteramt Heidenheim, das die Zinsen für die Güter des säkularisierten Klosters einnahm.

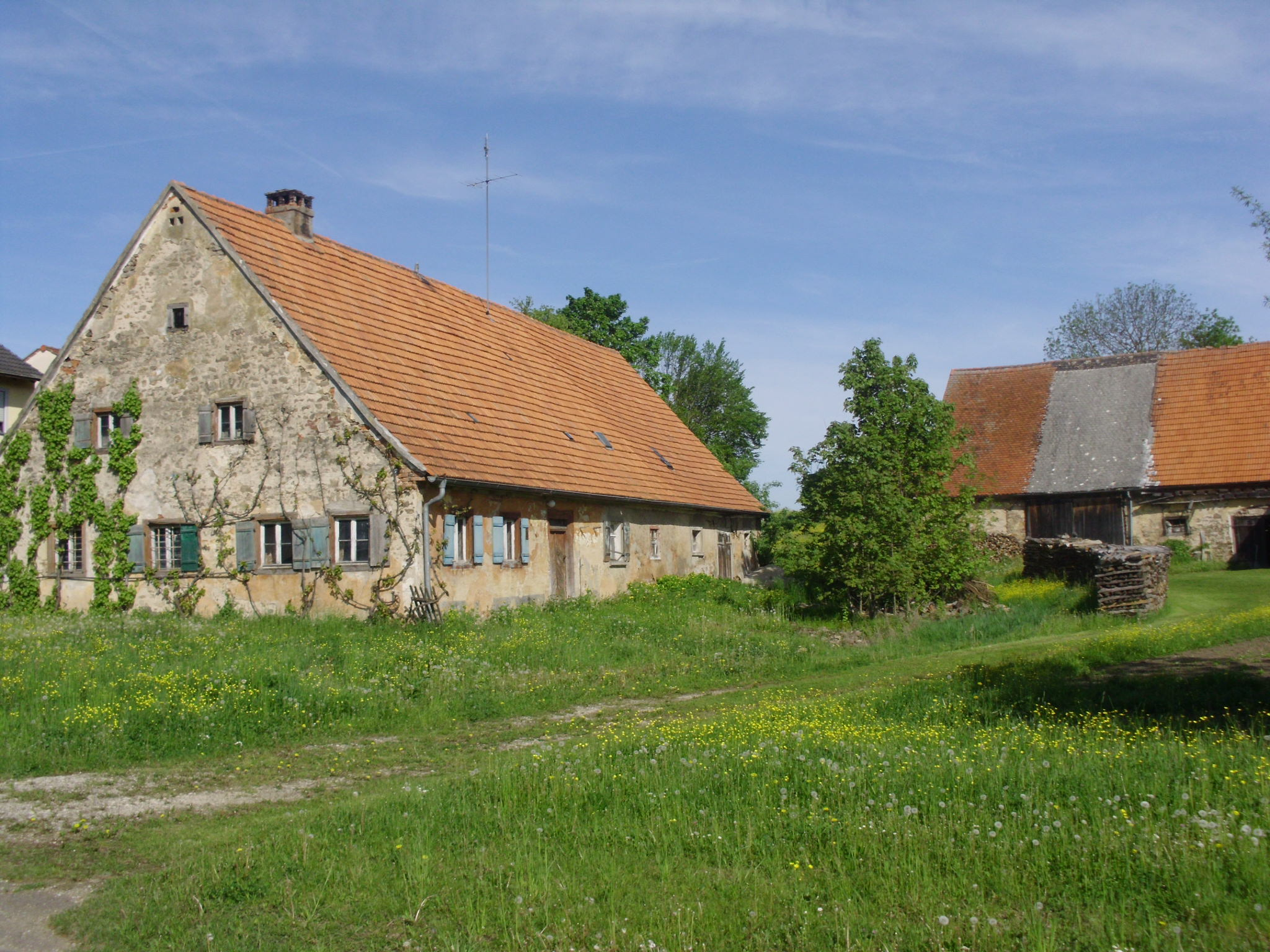
Weilerau, altes Anwesen

Im Dreißigjährigen Krieg wurde der Weiler nach 1631 nahezu ausgelöscht. In einem oettingen’schen Beleg, der nach 1657 angefertigt wurde, heißt es, dass sieben Häuser und eine Hofstelle öde sind. 1682 hat nur noch ein Untertan dem Klosteramt Heidenheim Abgaben zu leisten. Am Ende des Heiligen Römischen Reichs wurde 1804 Weilerau als katholischer Weiler im ansbachischen, seit 1792 preußischen Kammeramt Heidenheim bezeichnet, deren Einwohner nach Gnotzheim im Kapitel Ornbau gepfarrt waren. Er bestand zu dieser Zeit aus zwei Halbhöfen, fünf Hofgütern und einem Gemeindehirtenhaus, die hochgerichtlich dem Oberamt Spielberg unterstanden.
1806 kam der Weiler mit Gnotzheim zum Königreich Bayern und dort 1808 zum Landgericht Heidenheim. Er gehörte ab 1808 mit Gnotzheim, Spielberg, der Letzleinsmühle und der Simonsmühle dem Steuerdistrikt Gnotzheim an, der 1811 in die Ruralgemeinde (Landgemeinde) Gnotzheim umgewandelt wurde. 1818 wurde daraus ein Markt. Spätestens ab 1835 wohnten auch Protestanten in Weilerau, die nach Stetten gepfarrt waren. Ab Mitte 1842 war Gnotzheim ohne Spielberg, aber mit Weilerau und den genannten Mühlen wieder eine selbständige Ruralgemeinde. Daran änderte auch die Gebietsreform in Bayern nichts – außer dass Spielberg am 1. April 1971 wieder nach Gnotzheim kam und die Gemeinde seit dem 1. Juli 1972 im vergrößerten Landkreis Weißenburg-Gunzenhausen liegt.
1964 wurde die Gemeindeverbindungsstraße Gnotzheim – Weilerau gebaut.

### Einwohnerzahlen
- 1818: 63 Einwohner[16]
- 1824: 74 Einwohner, 10 Anwesen[16]
- 1861: 68 Einwohner, davon 7 Protestanten, 19 Gebäude[17]
- 1950: 52 Einwohner, 9 Anwesen[16]
- 1961: 41 Einwohner, 8 Wohngebäude[18]
- 1987: 26 Einwohner[19]
- 2011, 30. Juni: 23 Einwohner[20]

## Baudenkmäler
In der Ortschaft steht eine kleine, massive Kapelle mit Satteldach aus dem 18. Jahrhundert. Als weiteres Baudenkmal ist das eingeschossige Wohnstallhaus Weilerau 7 mit Satteldach aus dem Jahr 1793 mit seiner Scheune aus Naturstein aus dem 19. Jahrhundert ausgewiesen.

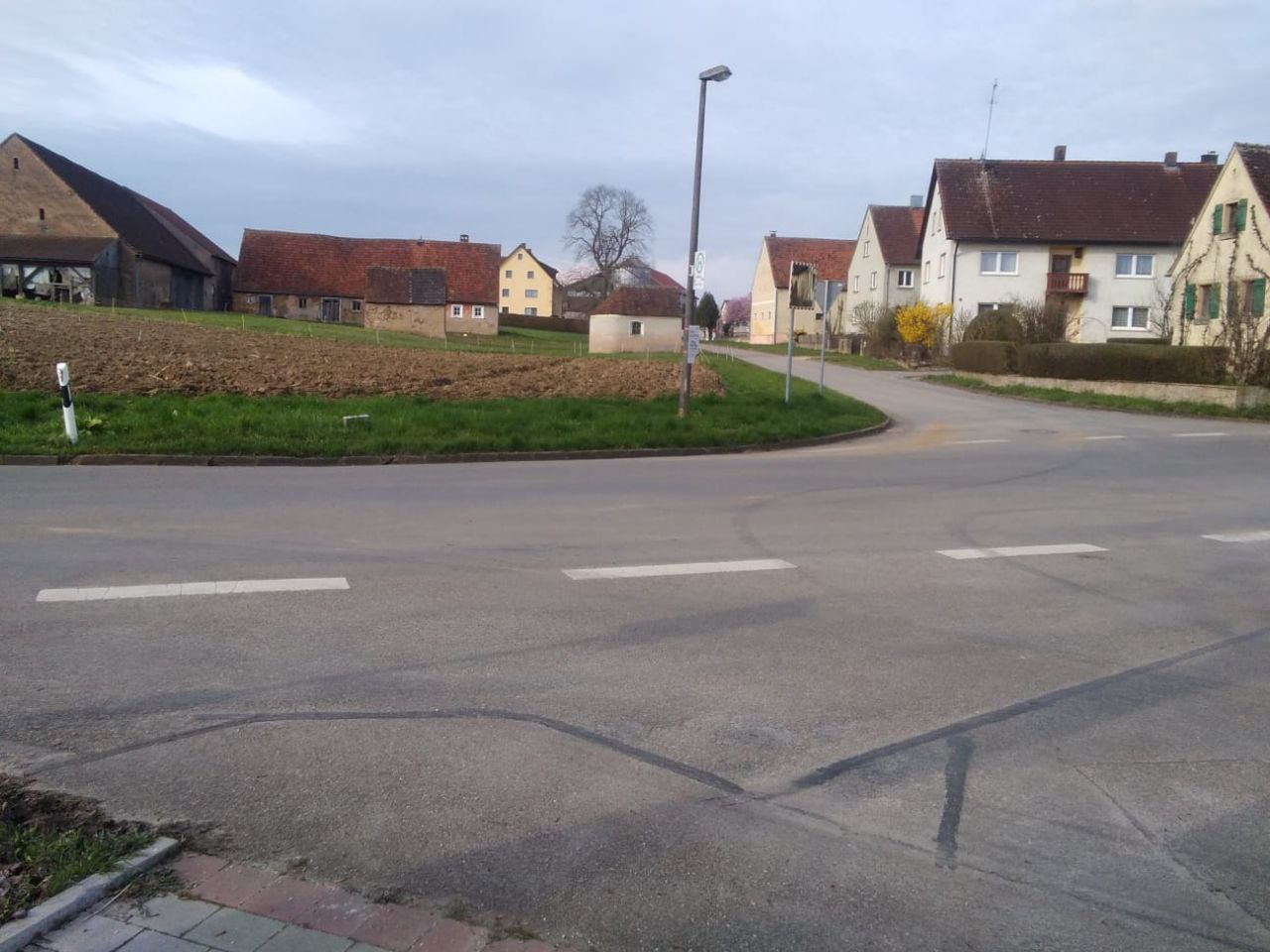
Altes Anwesen
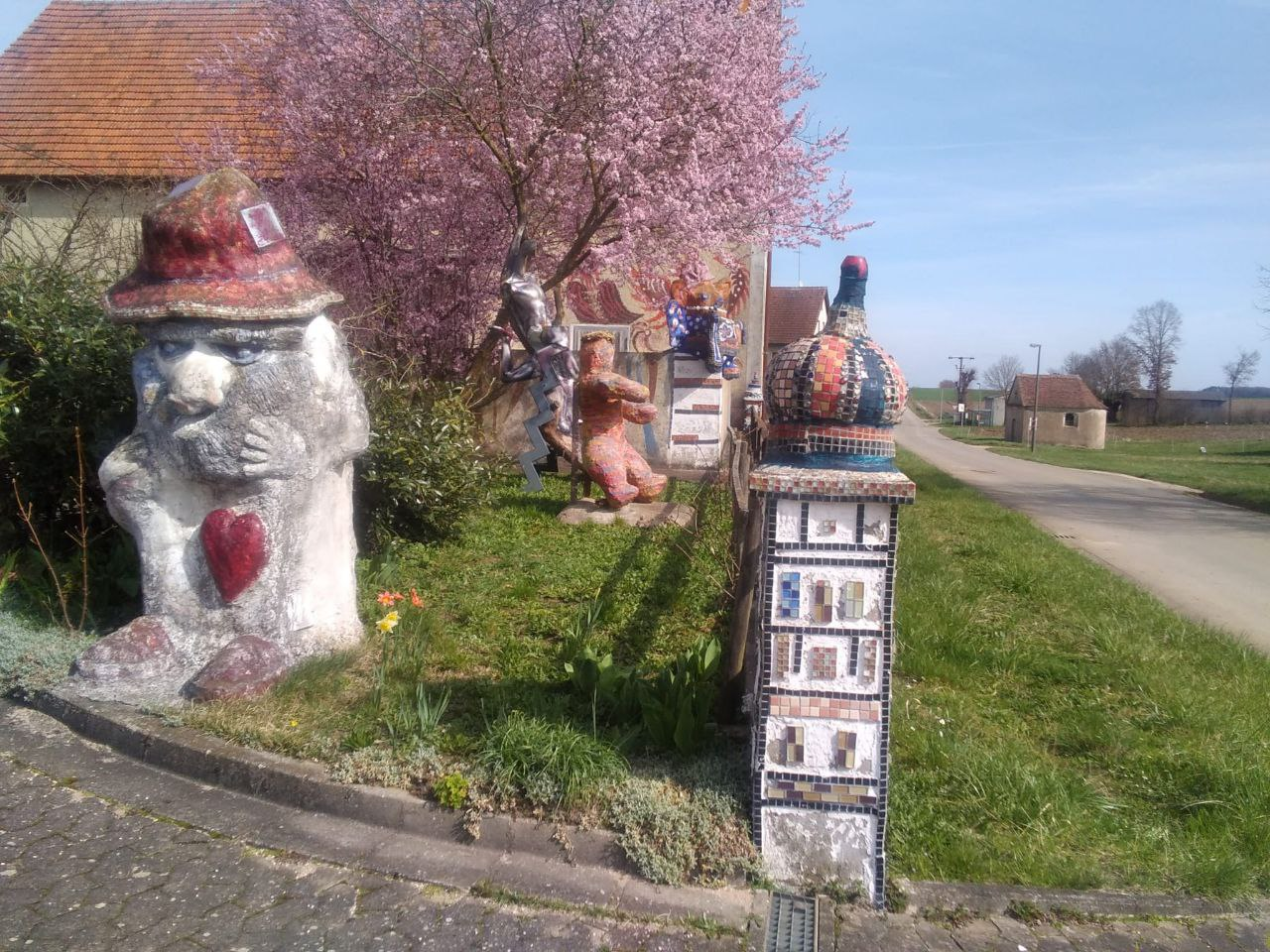
Kunsthof Inna Drostel, Weilerau
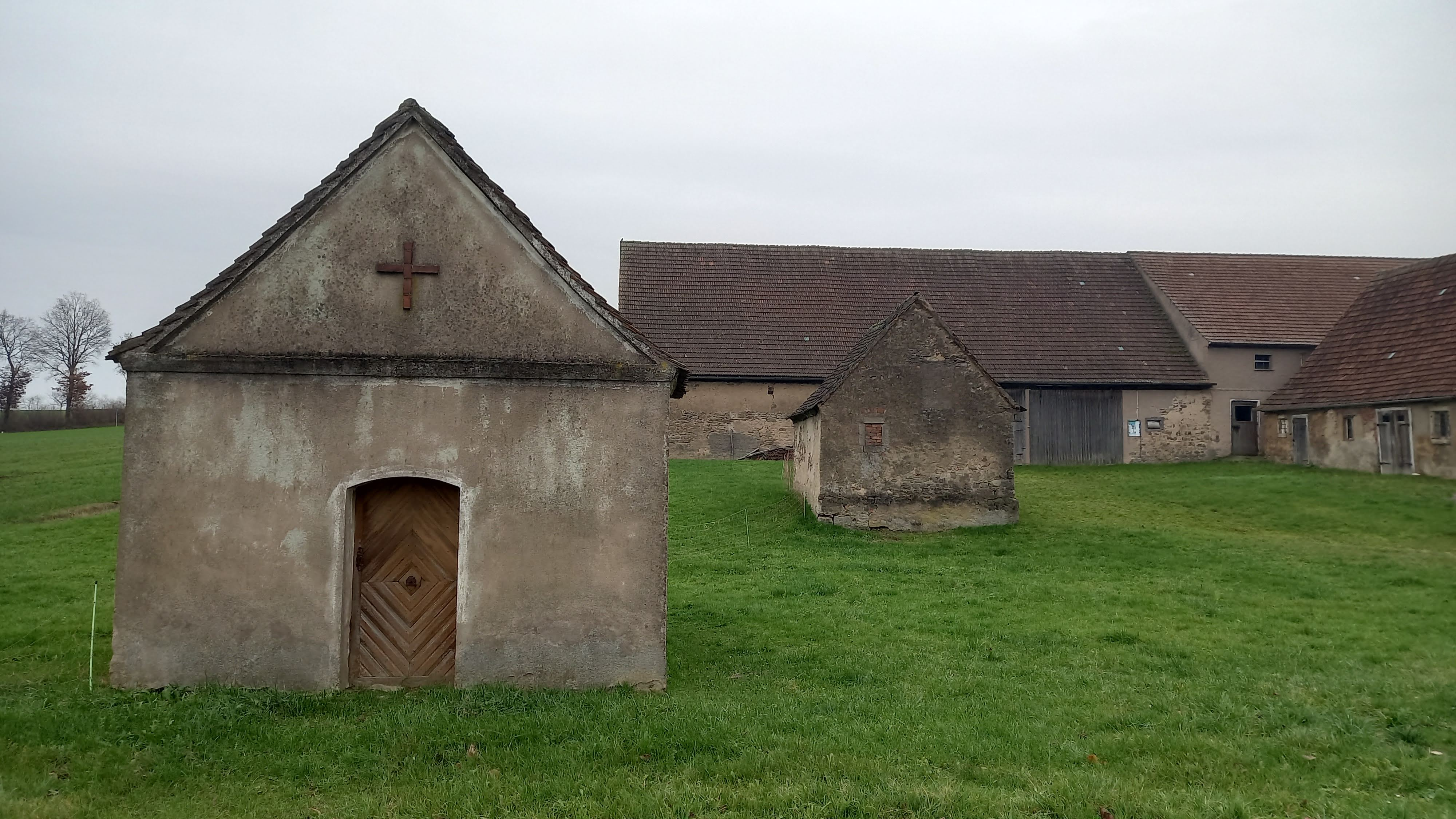
Kapelle Weilerau

## Persönlichkeiten
- Inna Drostel, bildende Künstlerin (Malerin), * 1950, lebt in Weilerau[22]